# Classy Tower Higashi-Nakano
La Classy Tower Higashi-Nakano (クラッシィタワー東中野) est un gratte-ciel construit à Tokyo de 2012 à 2015.
Il abrite des logements sur 27 étages pour une hauteur de 102 mètres
L'architecte est la société Shimizu Corporation.